# Леггетт (Північна Кароліна)
Леггетт (англ. Leggett) — місто (англ. town) в США, в окрузі Еджком штату Північна Кароліна. Населення — 37 осіб (2020).

## Географія
Леггетт розташований за координатами 35°59′23″ пн. ш. 77°34′48″ зх. д. / 35.98972° пн. ш. 77.58000° зх. д. (35.989619, -77.580052).  За даними Бюро перепису населення США в 2010 році місто мало площу 1,81 км², уся площа — суходіл.

## Демографія
Згідно з переписом 2010 року, у місті мешкало 60 осіб у 24 домогосподарствах у складі 19 родин. Густота населення становила 33 особи/км².  Було 29 помешкань (16/км²).
Расовий склад населення:
| - 66,7 % — білих - 28,3 % — чорних або афроамериканців |

До двох чи більше рас належало 5,0 %. Частка іспаномовних становила 0,0 % від усіх жителів.
За віковим діапазоном населення розподілялося таким чином: 15,0 % — особи молодші 18 років, 65,0 % — особи у віці 18—64 років, 20,0 % — особи у віці 65 років та старші. Медіана віку мешканця становила 51,0 року. На 100 осіб жіночої статі у місті припадало 114,3 чоловіків;  на 100 жінок у віці від 18 років та старших — 121,7 чоловіків також старших 18 років.
Середній дохід на одне домашнє господарство  становив 60 444 долари США (медіана — 49 375), а середній дохід на одну сім'ю — 73 629 доларів (медіана — 71 250). 
Цивільне працевлаштоване населення становило 20 осіб. Основні галузі зайнятості: освіта, охорона здоров'я та соціальна допомога — 55,0 %, роздрібна торгівля — 20,0 %, виробництво — 20,0 %.